# Stangeriaceae
Stangeriaceae is een botanische naam, voor een familie van palmvarens. Een familie onder deze naam wordt vrij regelmatig erkend, maar niet algemeen. De betreffende planten worden ook wel ingedeeld in de familie Zamiaceae.
Er is geen exacte overeenkomst over de samenstelling van de familie, maar meestal wordt aangenomen dat deze bestaat uit twee geslachten, Bowenia en Stangeria. Bij uitzondering wordt aangenomen dat Bowenia in een eigen familie geplaatst dient te worden. Het gaat totaal om drie bestaande soorten:
- - Bowenia spectabilis
  - Bowenia serrulata
  - Stangeria eriopus